# 长趾滨鹬
长趾滨鹬（学名：Calidris subminuta），又稱雲雀鷸，为鹬科滨鹬属的鸟类。在中国大陆，分布于华东、西至甘肃、青海、四川、云南、西藏等地。该物种的模式产地在西伯利亚。
屬名來自古希臘語 kalidris 或 skalidris，這是亞里士多德用來形容一些灰色水邊鳥類的詞語。種小名 subminuta 來自拉丁語 sub，意為"接近"和 minuta，意為"小"，因為它與小濱鷸，Calidris minuta 相似。
它在北亞 範圍內繁殖，並且具有強烈的遷徙性，冬季在南亞和東南亞以及澳大拉西亞過冬。它在西歐僅作為非常稀有的迷鳥出現。
這種鳥有黃褐色的腿和短而細的深色喙。繁殖期的成鳥上身呈深棕色，羽毛中央顏色更深，下身為白色。它們的眼睛上方有一條淺色的線，頭頂呈棕色。在冬季，長趾濱鷸上部呈灰色。幼鳥的上身色彩鮮豔，帶有紅褐色和白色的披肩條紋。
這種鳥與其他類似的小型涉禽（通常被統稱為"peeps"或"stints"）很難區分開來。尤其是，長趾濱鷸與其北美的對應種小濱鷸非常相似。它與該物種的區別在於其更為纖細、長頸的外觀，更長的趾頭、稍微鮮豔的顏色和較弱的翼帶。
這些鳥類在泥灘上覓食，通過視覺拾取食物，有時也會用喙探查。它們主要以小型甲殼類動物、昆蟲和蝸牛為食。對於這個物種的繁殖習性知之甚少，儘管它們在地面築巢，雄鳥會進行展示飛行。

## 描述
長趾濱鷸是一種非常小的涉禽，體長僅為13至16 cm（5.1至6.3英寸），翼展為26.5至30.5 cm（10.4至12.0英寸），體重約為25 g（0.9 oz）。它有一個小頭和短而直的尖尖喙。頸部纖細，腹部圓潤，長腿靠後。趾頭纖細且長，尤其是中趾。主羽延伸至尾巴。頭頂為棕色，眼睛上方有一條淺色條紋。上部呈棕色，羽毛中央顏色較深。胸部有淡棕色的斑點，下部為白色。腿和腳為黃色，喙為深棕色，除了下喙基部為黃色或淺棕色。
這種鳥有一種獨特的站立姿態，其飛行叫聲與其他鷸科鳥類不同。在地面上，它可能會與紅胸濱鷸（Calidris ruficollis） 混淆，但其身形更纖細且稍小。

## 分佈與棲地
長趾濱鷸在北半球夏季期間於西伯利亞繁殖。對其繁殖習性知之甚少，但其繁殖範圍包括楚科奇半島、科里亞克高原、科曼多爾群島、千島群島、鄂霍次克海沿岸地區、上揚斯克區北部以及鄂畢河和額爾齊斯河周邊地區。繁殖季節過後，它會向南遷徙，經過中國、中南半島、馬來西亞和菲律賓，並向西前往緬甸、孟加拉國、尼泊爾、斯里蘭卡和馬爾代夫。它是新幾內亞和澳大利亞的訪客，也是瑞典、南非、美拉尼西亞、夏威夷、北美西北部以及白令海地區的迷鳥。在其過冬區域，它會訪問各種濕地棲地，包括淺淡水或微鹹水區域、湖泊、沼澤、洪泛區、濕地、潟湖、泥濘海岸和污水池。

## 行為
長趾濱鷸在濕地覓食，用喙探查地面。它以軟體動物、甲殼類動物、兩棲動物、昆蟲、其他無脊椎動物和種子為食。它會在柔軟的泥濘中或餵食區邊緣的低矮植被中休息。 在其俄羅斯的繁殖區域中，其棲地為凍原、針葉林、開闊的草地沼澤或沼澤。築巢地點通常位於有苔蘚、莎草和矮柳的區域，通常是隱藏良好的淺坑，位於莎草或乾草堆上。

## 狀態
長趾濱鷸的分佈範圍非常廣，全球估計有10,000到100,000隻個體。可能有約25,000對繁殖對。人口趨勢未知，但IUCN已將該鳥列為無危物種。未發現有特別的威脅。